# Processo Cuocolo

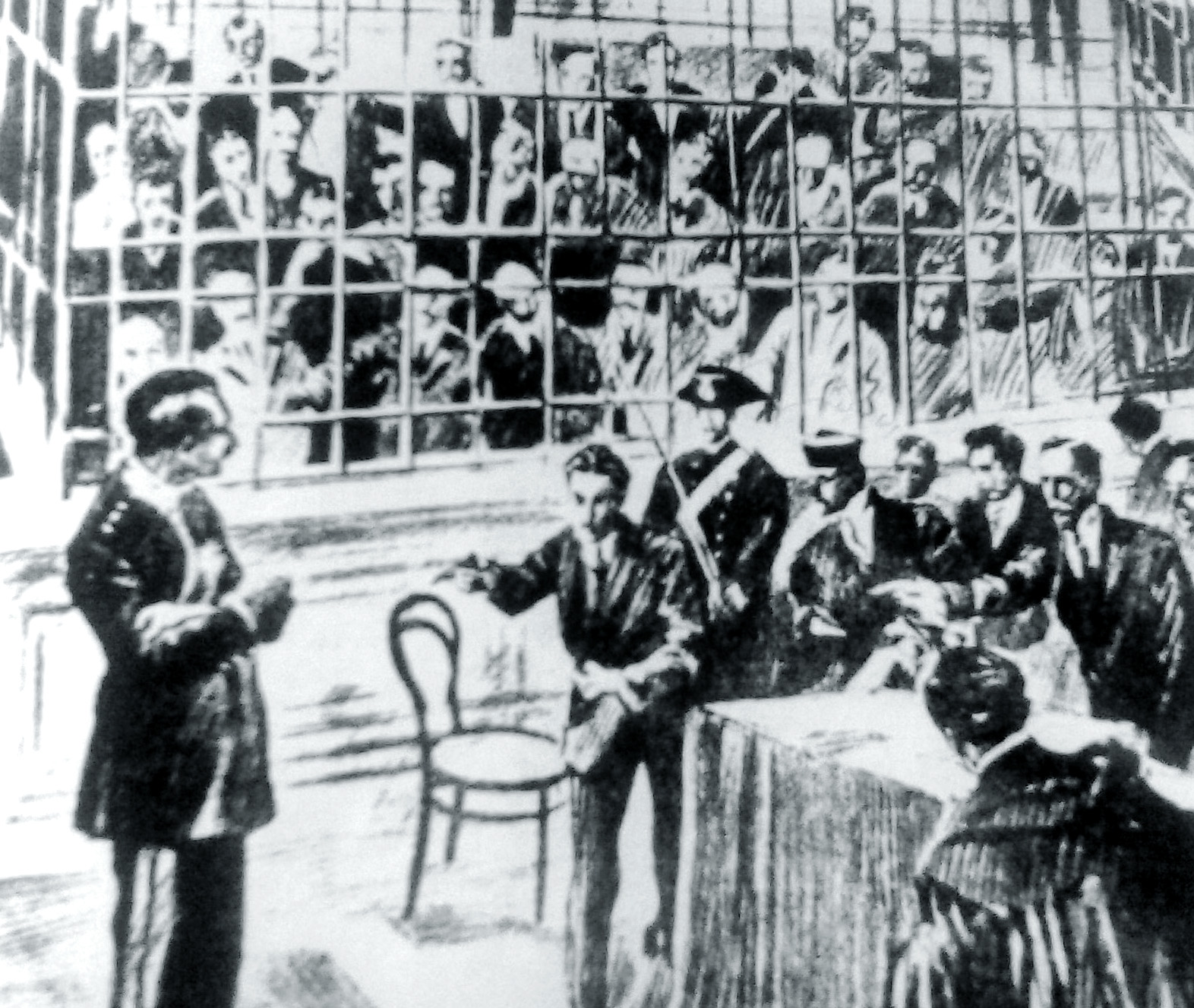
La deposizione del capitano dei carabinieri reali, Carlo Fabroni, disegnata da un giornalista presente in aula a Viterbo durante il processo Cuocolo.

Il processo Cuocolo è il primo procedimento giudiziario che vede come imputati numerosi esponenti della camorra napoletana. Svoltosi tra il 1911 e il 1912 a Viterbo per "legittima suspicione", ebbe una larga risonanza mediatica e si concluse con numerose, pesanti condanne. Tuttavia, secondo numerosi analisti, fu viziato da plurime irregolarità e dalla manipolazione delle prove.

## Il delitto

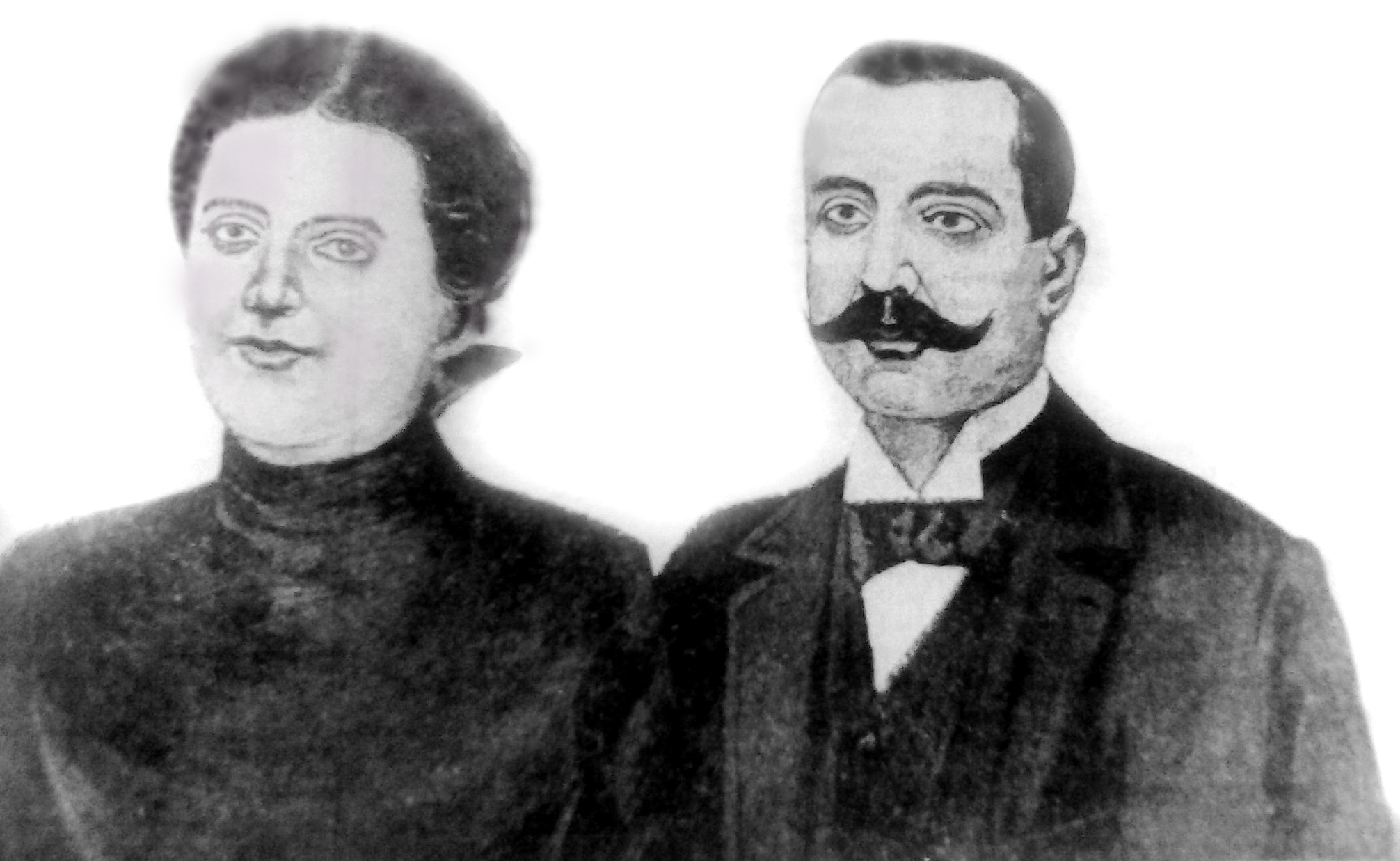
Un ritratto dei coniugi Cuocolo, vittime del duplice delitto del 1906 da cui scaturì il discusso processo alla camorra svoltosi a Viterbo.

La vicenda prese avvio la mattina del 6 giugno 1906, quando venne scoperto sulla spiaggia denominata Cupa Calastro presso Torre del Greco, il cadavere crivellato di pugnalate di Gennaro Cuocolo, quarantacinquenne basista della camorra ed esperto in furti. Lo stesso giorno fu rinvenuto anche il cadavere di sua moglie, Maria Cutinelli – complice del marito ed ex prostituta – che era stata pugnalata a morte nell'abitazione che la coppia occupava a Napoli, al n. 95 di via Nardones. Su questo duplice delitto indaga dapprima la Questura, diretta allora dal questore Cesare Ballanti, il quale affida un'inchiesta a Nicola Ippolito, capo della squadra mobile della Questura di Napoli. Il delitto rimane tuttavia irrisolto ed alcuni indiziati vengono presto rimessi in libertà per mancanza di prove.

## L'indagine dei carabinieri reali
Successivamente l'indagine viene ripresa dai Carabinieri Reali, con un intervento che, secondo alcuni storici, fu voluto dalla stessa Casa Savoia, che era stata sollecitata dal cugino del re, Emanuele Filiberto di Savoia, che a quel tempo risiedeva nel palazzo reale di Capodimonte e veniva fatto partecipe della crescente preoccupazione per l'espandersi della criminalità a Napoli. In questo caso l'inchiesta fu gestita da un intraprendente ufficiale, il capitano Carlo Fabroni (in alcuni testi nominato Fabbroni), che riprese in mano l'indagine istituendo una squadra speciale, denominata “i cosacchi” e applicando metodi che «nel consenso generale, anche non rispettando alcuna garanzia prevista dai codici, dovunque si chiedeva di mettere in carcere i camorristi (…) furono ignorate le continue denunce degli imputati su violazioni ed abusi compiuti nei confronti di testimoni o di prove».
L'attività dei Carabinieri produsse quindi un procedimento «impostato secondo un rigido paradigma associativo e con marcate forzature probatorie, le quali non soltanto alimentarono forti campagne di stampa attivate dalla difesa e dall'opinione garantista, ma provocarono un serio conflitto interistituzionale, che dalla polizia giudiziaria si allargò alla magistratura (1908), e diede dunque una chiara coloritura politica al processo».
Questa atmosfera di “crociata” nei confronti della camorra portò anche alla sostituzione del pubblico ministero cui inizialmente era affidata l'indagine, Nicola Gargia, considerato troppo rispettoso delle garanzie procedurali, con un altro, Alfredo de Tilla, ritenuto più malleabile. Successivamente un altro magistrato inquirente, Leopoldo Lucchesì Palli, che aveva espresso dubbi sull'indagine (in particolare con la richiesta di nuovi riscontri probatori, fatto che aveva suscitato le proteste di Fabroni presso il Procuratore Generale) fu costretto a farsi da parte, e venne sostituito da Michele Ciancaglini. In sostanza «il delitto Cuocolo contrappose Questura e Carabinieri e sconquassò la magistratura napoletana». La base principale dell'inchiesta furono le rivelazioni di Gennaro Abbatemaggio, detto "'o cucchieriello" (il cocchiere), un pregiudicato che aveva 23 anni all'epoca dei fatti, a cui si accodarono altri "pentiti".
Alla fine furono rinviati a giudizio circa 30 imputati tra cui Enrico Alfano, detto "Erricone", numero uno della Bella Società Riformata, Giovanni Rapi detto "'O professore" oppure "'O maestro", frequentatore di circoli altolocati, ed un sacerdote, don Ciro Vittozzi, cappellano del cimitero di Poggioreale e vicino alla camorra di Porta Capuana.

## Il processo di Viterbo

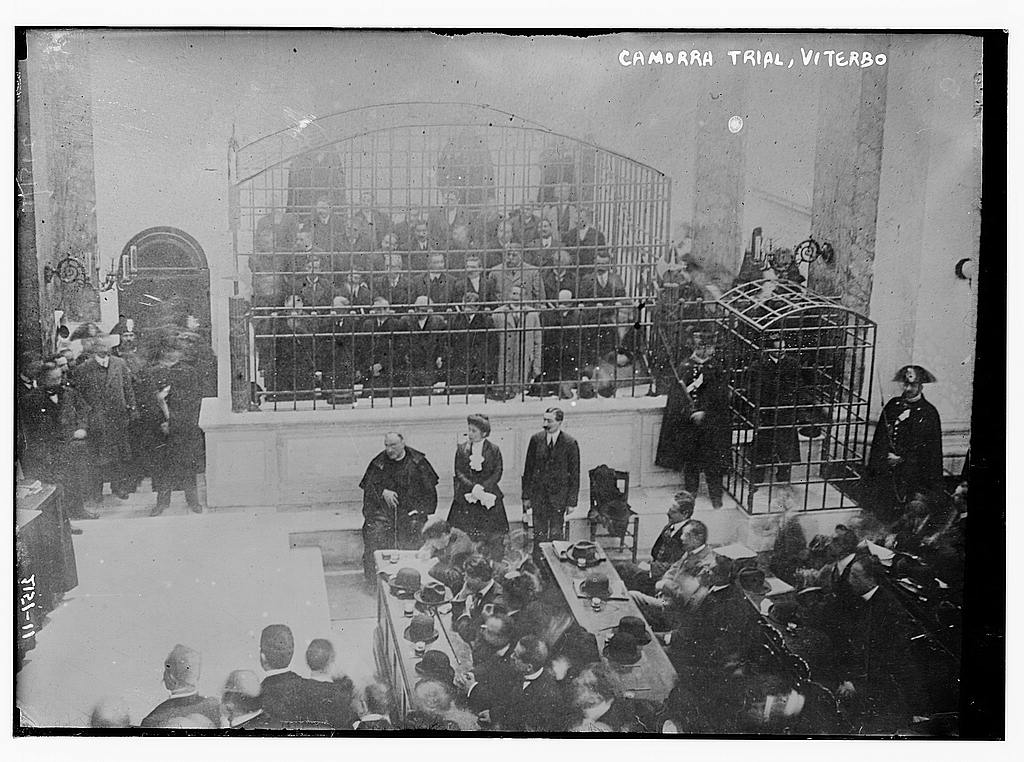
Il processo Cuocolo a Viterbo. La maggior parte degli imputati si trova nella gabbia grande. I tre davanti sono (da sinistra a destra) il sacerdote Ciro Vittozzi, Maria Stendardo, l'unica imputata donna, ed Enrico Alfano. Nella gabbia piccola a destra c'è il testimone della corona Gennaro Abbatemaggio.

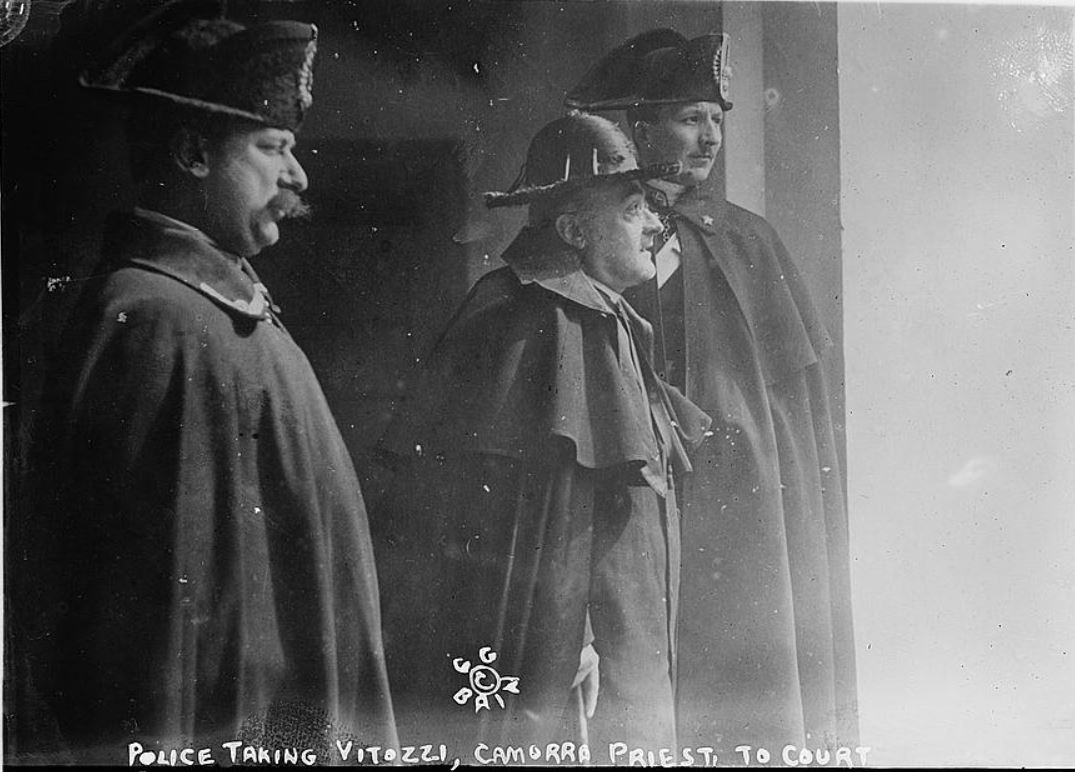
Don Ciro Vittozzi condotto in aula dai carabinieri.

Il processo si svolse a Viterbo solo nel 1911, ben 5 anni dopo il delitto. La città laziale fu individuata come sede del dibattimento, in quanto si ritenne che a Napoli vi sarebbero stati troppi condizionamenti.
Tuttavia anche lì si fece fatica a mettere insieme il necessario numero di giurati popolari, tanto che al primo appello su 50 chiamati, 15 non risposero e soltanto dopo quattro giorni si riuscì a mettere in piedi la giuria, formata da molti artigiani e contadini e da pochi professionisti. Si trattò, secondo qualche commentatore, di una sorta di "Maxi processo"  ante litteram alla camorra, durante il quale «indubbiamente di garanzie liberali non se ne videro».
Nel clima di "crociata" rientrò anche la vicenda di un giornalista, Alessandro Lioy, che in quanto «strenuo oppositore dei metodi irrituali delle indagini e delle acquisizioni falsate delle prove», fu, pare a seguito di pressioni delle stessi carabinieri reali, perseguitato, licenziato dal quotidiano “Roma” per il quale lavorava e costretto per alcuni giorni in carcere. Anche le denunce degli stessi carabinieri circa collusioni tra esponenti della Questura di Napoli ed ambienti camorristici non ebbero seguito: i poliziotti - tra i quali anche Antonio Ippolito, che era stato i primo ad indagare sul delitto - imputati di aver favorito la scarcerazione di indagati cui sarebbero stati legati furono tutti assolti dal Tribunale di Avellino.
Il processo diventò anche un grande evento mediatico. Il quotidiano Il Mattino di Napoli, diretto da Edoardo Scarfoglio, organizzò una specie di “differita” delle udienze, provvedendo di giorno alla ripresa filmata delle stesse e poi alla trasmissione serale - ovviamente in muto, con commento al megafono di un giornalista – delle pellicole, trasportate da Viterbo con grande velocità, nella Galleria di Napoli, con enorme afflusso di pubblico. Il processo fece notizia non solo in Italia, ma in tutto il mondo, con una notevole attenzione ufficiale e mediatica negli Stati Uniti, in particolare a New York. Il principale imputato, Enrico Alfano, era stato collegato all'omicidio del tenente della polizia di New York Joe Petrosino, avvenuto a Palermo nel 1909. Al processo partecipò l'ex sindaco di New York, George B. McClellan, nella cui amministrazione Petrosino era stato ucciso. Il processo divenne persino un'attrazione turistica per gli americani e Fabroni fu sommerso di lettere d'amore.

## Le condanne
La sentenza fu emessa il 12 luglio 1912 e fu di condanna per quasi tutti gli imputati, uno dei quali (Gennaro De Marinis) tentò di suicidarsi ferendosi alla gola con una lama in quello stesso momento in aula. In totale vennero comminate reclusioni per un totale di 354 anni. Enrico Alfano, Giovanni Rapi e Gennaro De Marinis furono condannati trent'anni di reclusione più dieci di sorveglianza speciale come mandanti del delitto. Corrado Sortino, Nicola Morra, Antonio Cerrato, Giuseppe Salvi e Mariano De Gennaro furono condannati trent'anni di reclusione più dieci di sorveglianza speciale come esecutori materiali del delitto. Ferdinando De Matteo fu condannato a vent'anni e venticinque giorni di reclusione e a tre anni di sorveglianza speciale per complicità necessaria. Giacomo Ascrittore e Ciro Vittozzi furono invece condannati rispettivamente a nove e sette anni più l'interdizione per calunnia. Gli atti processuali furono raggruppati in 63 faldoni per un totale di 30.000 pagine. Uno dei difensori, l'avvocato Rocco Salomone, commentò sarcasticamente che «nel dubbio si riconoscono le circostanze attenuanti: miracoli della logica dei verdetti !». Il processo stimolò un dibattito cui presero parte gli intellettuali napoletani come Matilde Serao, da sempre garantista. Inoltre, il dibattimento stimolò la redazione dei primi saggi sul fenomeno camorristico.
Nel 1927, il "pentito" Abbatemaggio ritrattò la sua confessione, affermando che le sue rivelazioni erano state il frutto di pressioni degli inquirenti, ma ciò non condusse ad alcune revisione processuale. Enrico Alfano, "Erricone", scontò quasi per intero la sua condanna, dato che fu rimesso in libertà dal Penitenziario di Volterra solo nel 1934, dopo 27 anni di carcere. Alfano ottenne la liberazione condizionale per buona condotta. A distanza di tanti anni dalla vicenda, la circostanza non ebbe risalto mediatico.

## Le critiche al processo

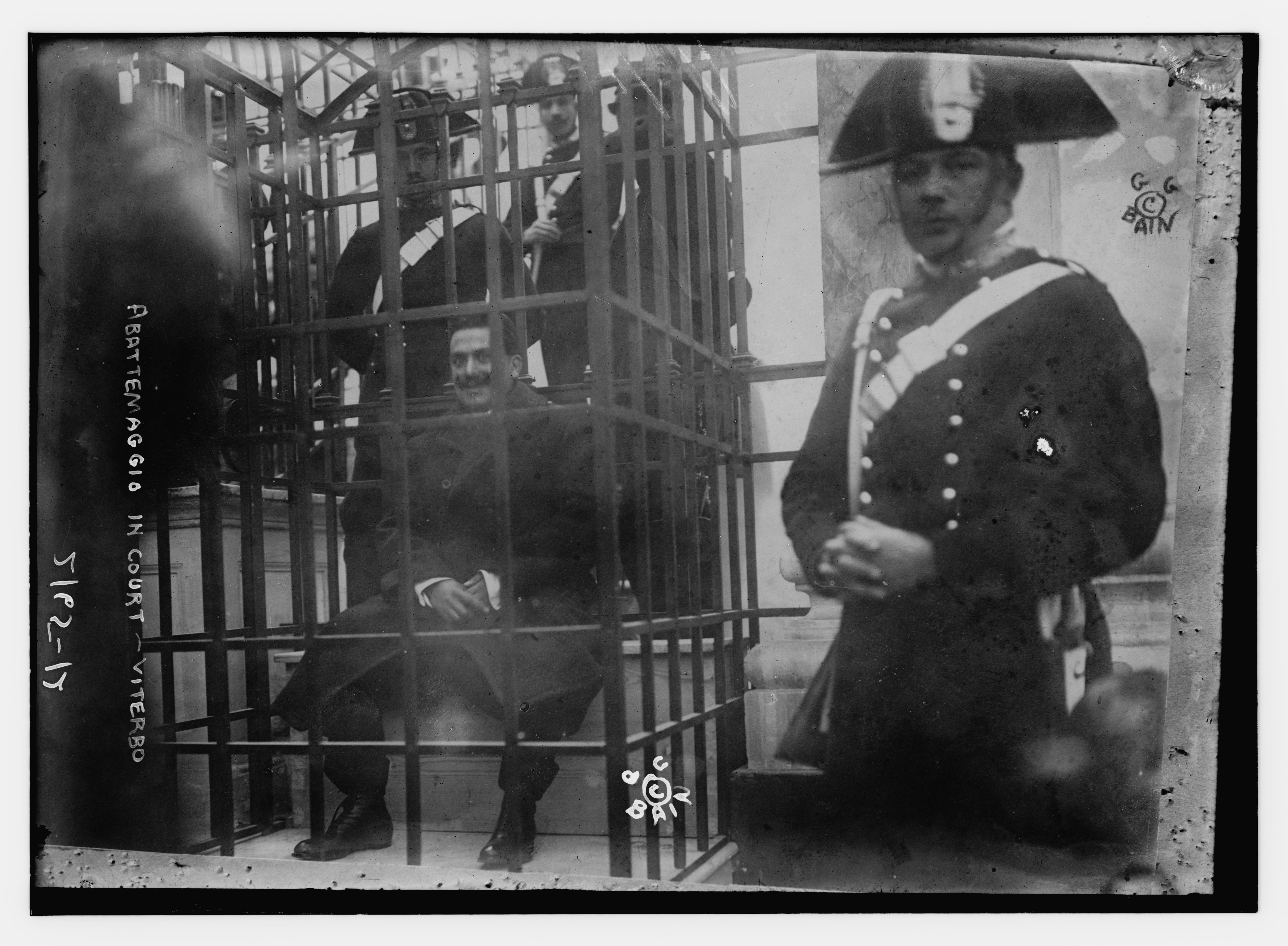
Gennaro Abbatemaggio rinchiuso in gabbia.

Secondo molte ricostruzioni, i carabinieri reali che si occuparono del caso erano fortemente motivati a infliggere una battuta d'arresto alla malavita napoletana anche a costo di falsificare delle prove. Furono molti i giuristi, sia contemporanei che posteriori, che avanzarono dubbi sulla regolarità dell'indagine e ritennero il processo “falso” e basato su “carte truccate”. Tra questi spiccò l'avvocato calabrese Rocco Salomone, che tentò più volte, ma invano, di ottenere una revisione del processo e nel 1938 pubblicò le sue tesi a sostegno di tali istanze presso l'editore Corbaccio. Egli sostenne che «Il Giudice Istruttore ed il procuratore del re cedettero tutti i loro poteri al capitano Fabroni (…) al quale non esitarono a rilasciare mandati di cattura in bianco. [Fabroni] divenne unico arbitro non solo del processo, ma della vita sociale di Napoli, posta in stato di accusa dall'uomo che si era assunto il formidabile compito di epuratore».
Inoltre, sempre secondo le tesi di Salomone, nella caserma dei carabinieri reali di Montoliveto, dove operava l'ufficiale, si creò una processione di “pentiti” (lo stesso Abbatemaggio, più altri, tali Gaito, Valvo ed Acerbo) che erano in possesso di speciali lasciapassare e, generosamente remunerati, godevano di piena libertà. L'affluenza di testimoni attratti dal favore degli inquirenti era tale che a raccogliere le deposizioni, non bastando i Carabinieri, furono adibiti anche dei giornalisti.

## Le collusioni mai dimostrate

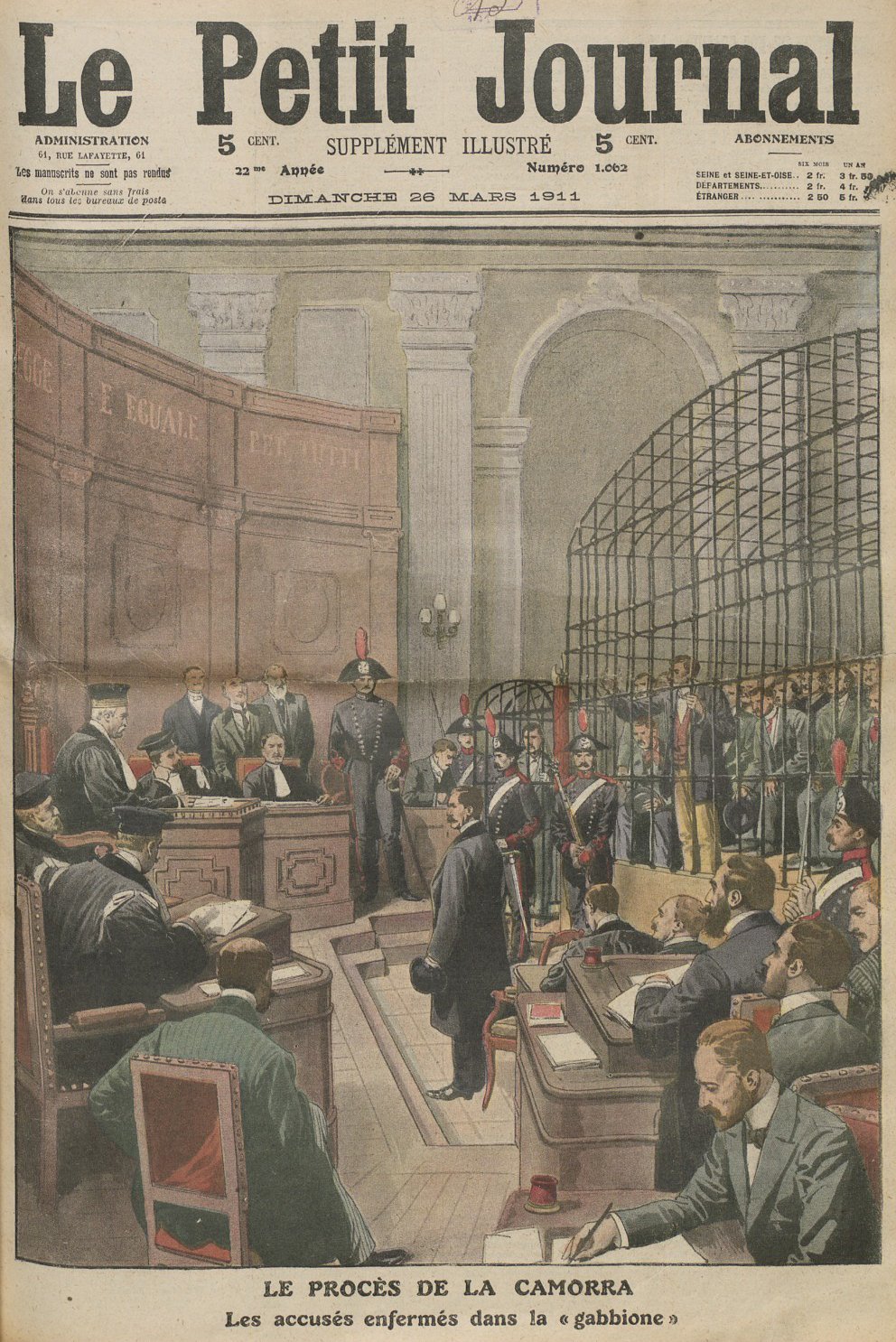
Le Petit Journal, 26/03/1911

Il processo di Viterbo si occupò dell'omicidio dei coniugi Cuocolo, ma sullo sfondo restò sempre la questione dei rapporti tra camorra e mondo politico - istituzionale, tesi sostenuta da molti osservatori. Tra questi il più attivo fu Roberto Marvasi, avvocato e direttore del giornale di ispirazione socialista a Scintilla il quale, secondo la ricostruzione di Di Fiore, «tentò in tutti i modi di ottenere copia dei famosi documenti sui rapporti tra camorra e politici», ma senza mai riuscirvi. Quando si accorse che Fabroni lo aveva ingannato, Marvasi nel 1921 scrisse che «la sua [del capitano Fabroni – n.d.r.] opera apparve disordinata poiché non legata ad un proposito di riordinamento generale deciso ed attuato dal Governo, bensì dalla smania personale di un uomo che si volle ad ogni costo affermare. Già nel suo opuscolo del 1914 Così parlò Fabroni pubblicato sul periodico La Scintilla, Marvasi aveva sostenuto che «la Magistratura diede un colpo al cerchio, rinviando i camorristi, ed uno alla botte, traendo a salvamento i loro diversi complici della politica, della Amministrazione e dello stesso potere giudiziario».
Si parlò di un appoggio che, ai tempi delle elezioni politiche del 1904, il gruppo camorristico processato a Viterbo avrebbe fornito nel Collegio di Vicaria al conte Vincenzo Ravaschini Fieschi candidato appoggiato dal Governo, contro il socialista, Ettore Ciccotti: costui infatti non fu rieletto, lasciando in tal modo tutta l'Italia meridionale priva di una rappresentanza parlamentare socialista.  Questi elementi, tuttavia, nel processo non comparvero mai e non ebbero alcun seguito neanche a livello politico ed elettorale.

## Nella cultura di massa
La risonanza della vicenda ispirò, anche a distanza di tempo, alcuni artisti che costruirono su quell'evento, delle pellicole:
- La più significativa è il film Processo alla città diretto nel 1952 da Luigi Zampa ed interpretato, tra gli altri, da Amedeo Nazzari, Paolo Stoppa e Silvana Pampanini, anche se in realtà, come affermò lo stesso Zampa, quel famoso processo aveva soltanto fornito lo spunto agli sceneggiatori per declinare una situazione[20].
- Più precisamente basato sulle carte processuali è stato invece il film – documentario “Il processo Cuocolo” diretto nel 1969 dal regista Gianni Serra, nell'ambito della serie "Teatro inchiesta", nel quale gli attori, proprio per accentuare la finalità documentaristiche della pellicola, non vestono abiti d'epoca.